# Ptolemeu Memfita
Ptolemeu Memfita (en grec antic: Πτολεμαῖος Μεμφίτης) era fill de Ptolemeu VIII Evèrgeta II i de sa germana Cleòpatra II. Potser va arribar a ser rei d'Egipte entre els anys 131 aC i 130 aC.
Els dos germans es van casar el 144 aC, i probablement Ptolemeu Memfita va néixer l'any 142 aC, perquè després d'aquest any les relacions entre els dos germans van ser inexistents, ja que Ptolemeu es va aparellar amb la seva neboda Cleòpatra III, filla de Cleòpatra II.
L'any 131 aC va esclatar una revolta a Alexandria dirigida pel general Màrsies i el tumult es va estendre ràpidament. La multitud va incendiar el palau. L'Evèrgeta va sortir per una porta secreta i es va escapar cap a Xipre. Cleòpatra II va enviar a la seva neboda Cleòpatra III amb els seus fills cap a Xipre, i va fer marxar Ptolemeu Memfita a la Cirenaica per seguretat, mentre es proclamava reina d'Egipte. Ptolemeu VIII va convèncer el jove perquè es reunís amb ell a Xipre i allí va aconseguir que el reconegués com l'únic governant legítim juntament amb Cleòpatra III. El seu pare va veure que per poder acabar amb les pretensions de Cleòpatra II havia de matar Ptolemeu Memfita, i va ser assassinat l'any 130 aC. Diodor de Sicília diu que Ptolemeu VIII va fer desmembrar el cos del seu fill i el va enviar en una cistella a la seva mare a Alexandria. Aquest episodi l'expliquen molts historiadors antics per mostrar la crueltat de Ptolemeu VIII.